# Лёгкие крейсера типа «Фарго»

Лёгкие крейсера типа «Фарго» — тип лёгких крейсеров флота США времён Второй мировой войны. Всего было заказано 9 крейсеров этого типа, но в связи с окончанием войны достроили только два: «Фарго» (CL-106 Fargo) и «Хантингтон» (CL-107 Huntington). Представляли собой «лёгкую» версию тяжёлых крейсеров типа «Орегон Сити».

## История создания
Полученный военный опыт крейсеров типа «Кливленд» показал необходимость изменений. Предпринятые изменения касались уменьшения верхнего веса и улучшения подразделения на отсеки: башни ГК были понижены на 1 фут, бортовые 5" башни были опущены на верхнюю палубу. Также были опущены и 40-мм автоматы. Котельные отделения были перераспределены, и все дымоходы были выведены в одну трубу. Поскольку турбины экономического хода с самого начала не планировались, размеры турбинных отделений были сокращены. Была изменена форма надстройки, для улучшения углов обстрела зенитных орудий. Кормовой ангар был сокращён вдвое, на освободившемся месте разместили кубрики, чтобы решить проблему с нехваткой места для экипажа. Значительному улучшению подверглись мостики, изменилось расположение ПУАО. Планировалось построить 16 таких крейсеров.

## Конструкция
Разрабатывался на базе тяжёлых крейсеров типа «Балтимор».
Внешне и внутренне напоминал военный вариант «Балтимора» — «Орегон Сити».

### Бронирование
Общая масса брони составила 1661 тонну — 13,96 % стандартного водоизмещения (на «Кливленде» 1568 тонн — 13,18 %), из них на вертикальную приходилось 1344 тонны.

### Энергетическая установка
Энергетическая установка общей мощностью 100 000 л. с., котлы (с параметрами пара: давление — 39,7 кг/см², температура — 454° С), должна была обеспечить ход 32,5 узла. Имели четыре турбогенератора мощностью по 600 кВт и два дизель-генератора по 250 кВт.

## Представители проекта
| Название     | Верфь                             | Закладка             | Спуск на воду        | Вступление в строй   | Судьба                              |
| ------------ | --------------------------------- | -------------------- | -------------------- | -------------------- | ----------------------------------- |
| «Фарго»      | New York Shipbuilding Corporation | 23 августа 1943 года | 25 февраля 1945 года | 9 декабря 1945 года  | Продан на слом 18 августа 1971 года |
| «Хантингтон» | New York Shipbuilding Corporation | 4 октября 1943 года  | 8 апреля 1945 года   | 23 февраля 1946 года | Продан на слом 16 мая 1962 года     |

## Оценка проекта
Крейсера типов «Орегон-Сити», «Фарго» и «USS Juneau (CL-119)» были построены с учётом опыта войны, но на войну не успели.